# الجعاشي (إب)

تعديل مصدري - تعديل

الجعاشي هي إحدى قرى عزلة المقاطن بمديرية إب التابعة لمحافظة إب، بلغ تعداد سكانها 1564 نسمة حسب تعداد اليمن لعام 2004.